# Park Inn Berlin
Park Inn Berlin, oficjalnie Park Inn by Radisson Berlin Alexanderplatz – wieżowiec, znajdujący się w Berlinie, w dzielnicy Mitte, w północnej części placu Alexanderplatz. Ma 35 kondygnacji. Mieści czterogwiazdkowy hotel, należący do sieci hotelowej SAS Radisson. Mając całkowitą wysokość wynoszącą 150 m (126 m bez uwzględnienia masztów antenowych na dachu) jest najwyższym budynkiem w Niemczech wykorzystywanym wyłącznie jako hotel, zaś posiadając 1028 pokoi jest drugim największym hotelem w kraju, po hotelu Estrel w Berlinie.  

## Historia
Budynek został zaprojektowany w ramach przebudowy ówcześnie leżącego na terenie Berlina Wschodniego placu Alexanderplatz w 1964 roku przez architektów Rolanda Korna, Heinza Scharlippa i Hansa-Ericha Bogatzky’ego, a następnie wybudowany w latach 1967–1970, w tym samym czasie co „Centrum Warenhaus”. Hotel został otwarty w 1970 roku jako Interhotel „Stadt Berlin” z 2000 łóżek, 15 lokalami gastronomicznymi, żłobkiem i wielopoziomowym parkingiem.
Po zjednoczeniu Niemiec hotel stał się własnością firmy Deutsche Interhotel GmbH & Co. KG, która kontynuowała jego prowadzenie pod nazwą „Hotel Forum”. W połowie lat 90. XX wieku przeprowadzono modernizację parterowej części budynku, w ramach której otrzymała ona nową przeszkloną fasadę. Po 2001 roku hotel został gruntownie przeprojektowany, zaś od 2003 roku jest prowadzony przez skandynawską sieć hotelową SAS Radisson pod nazwą „Park Inn”.

## Galeria

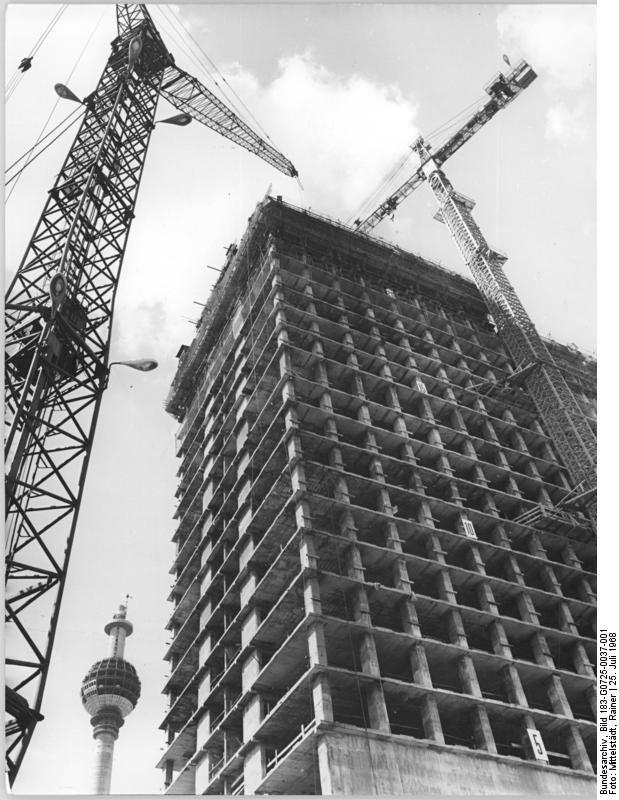
Budynek w trakcie budowy w 1968 roku
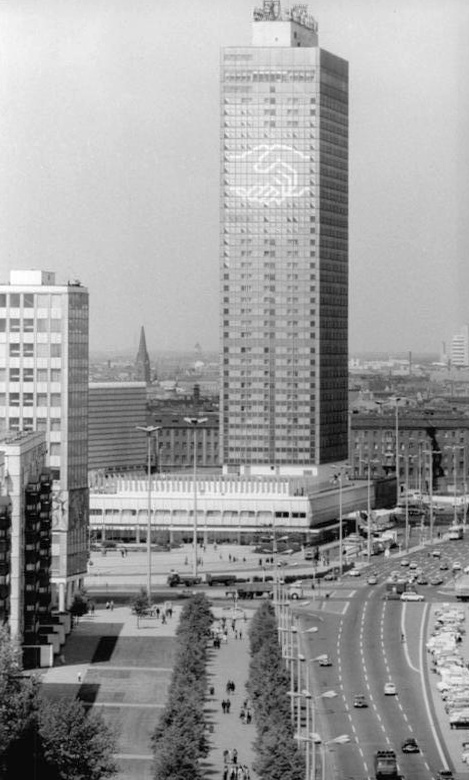
Interhotel „Stadt Berlin” w 1976 roku
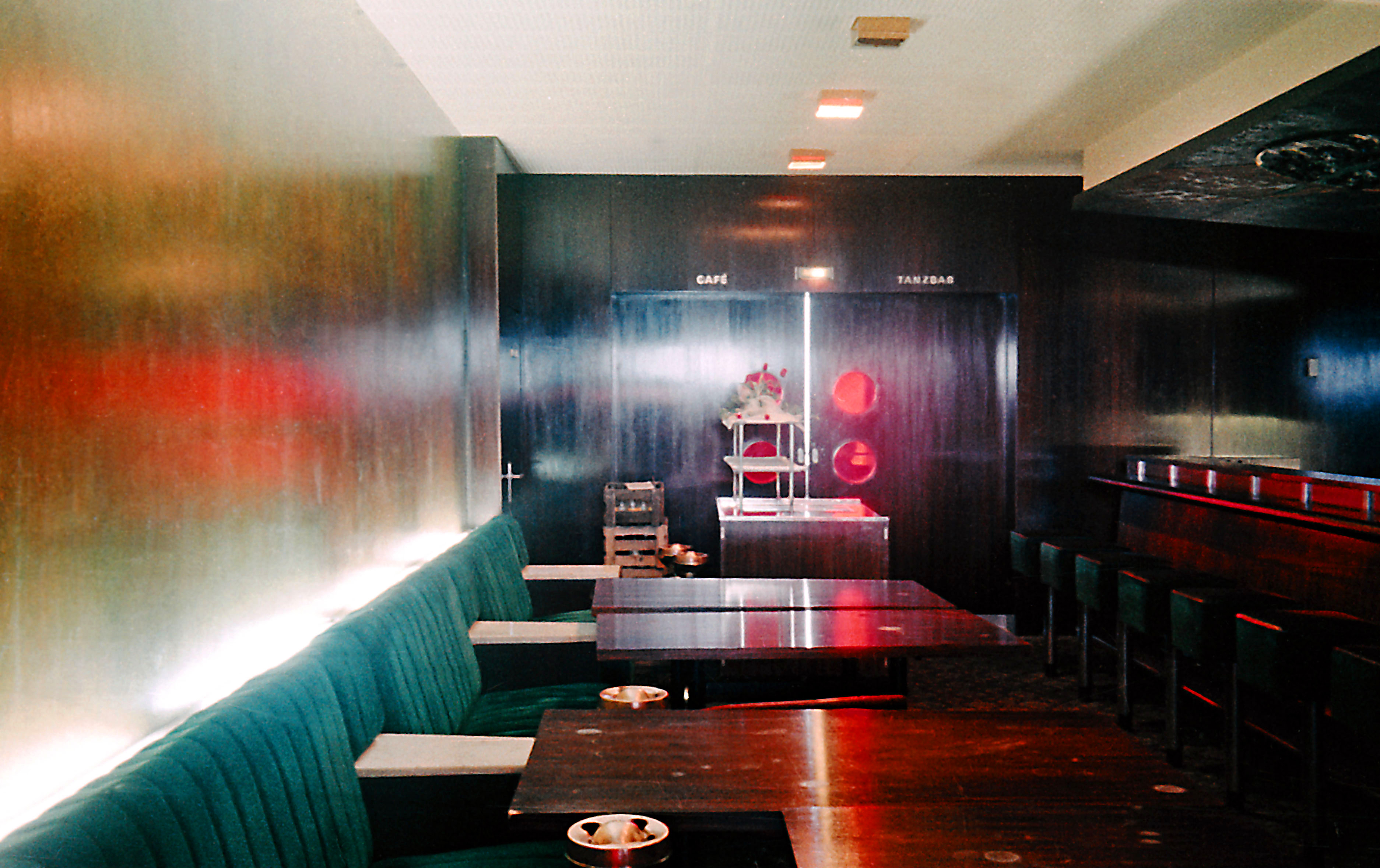
Hotelowy bar na kondygnacji dachowej w 1972 roku
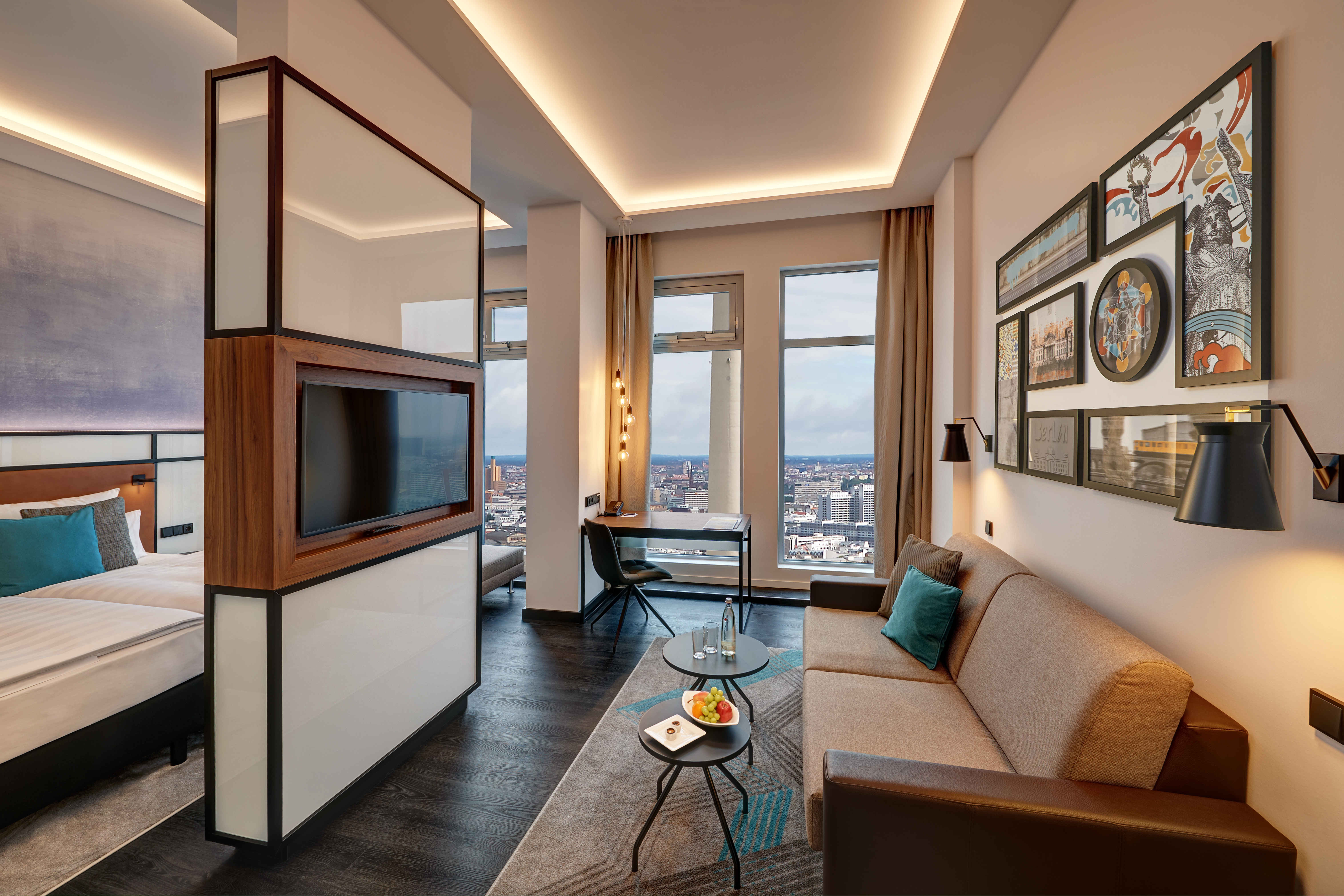
Apartament na jednej z wyższych kondygnacji hotelu w 2018 roku